# Fédération équestre internationale
La Fédération équestre internationale (Federazione internazionale sport equestri) o FEI è l'organismo di governo internazionale delle discipline equestri.
Sotto la sua giurisdizione ricadono le competizioni di equitazione come dressage, salto ostacoli e concorso completo; riconosciuta dal CIO, vede le sue discipline rappresentate ai Giochi olimpici.
La FEI è stata fondata nel 1921. La sede della federazione è a Losanna, in Svizzera. Il suo attuale presidente è Ingmar De Vos, eletto il 14 dicembre 2014 e rieletto altre due volte.

## Discipline
- Attacchi e para attacchi[5]
- Concorso completo[6]
- Dressage e para dressage[7]
- Endurance[8]
- Salto ostacoli[9]
- Volteggio[10]

Il reining è stata una disciplina FEI dal 2000 al 2021. La FEI non si occupa né di ippica, né di polo, né di altri sport equestri.

## Campionati mondiali organizzati
- Campionati mondiali di equitazione (FEI World Equestrian Games, ogni 4 anni dal 1990)
- Campionati mondiali di concorso completo (FEI World Eventing Championships, ogni 4 anni dal 1966)
- Campionati mondiali di dressage (Dressage World Championship, ogni 4 anni dal 1966)
- Campionati mondiali di salto ostacoli (Show Jumping World Championships, ogni 4 anni dal 1953)

## Campionati europei organizzati
- Campionati europei di concorso completo (FEI European Eventing Championships)
- Campionati europei di dressage (FEI European Dressage Championships)
- Campionati europei di salto ostacoli (FEI European Jumping Championships)